# PVC-1
PVC-1 es una película dramática colombiana de 2007 dirigida por Spiros Stathoulopoulos. La trama se inspiró en una historia real sobre un artefacto explosivo improvisado que se colocó alrededor del cuello de una víctima de extorsión. La cinta se estrenó en el Festival Internacional de Cine de Cannes en 2007 como una selección oficial de la Quincena de los Realizadores. La película de 84 minutos se filmó en una única toma continua sin cortes usando un Glidecam Smooth Shooter y un sistema de estabilización de cámara Glidecam 2000 Pro. Ganó numerosos premios en el Festival Internacional de Cine de Salónica.

## Sinopsis
La película, ambientada en Colombia, se abre con una pandilla en un automóvil con un extraño paquete. La pandilla está dirigida por un hombre violento que se hace llamar Benjamín. Unos momentos más tarde, la pandilla llega a una finca y asalta la casa, tomando como rehenes a la familia. Benjamín dice que hay dinero en la casa y que la familia se los dará si quieren permanecer ilesos. Sin embargo, Simón, el hombre de la casa, dice que están equivocados y que son una familia realmente pobre que nunca tuvo mucho dinero. 
La pandilla revela el misterioso paquete, mostrando dos piezas de tubos de PVC y otros instrumentos; coloca las piezas alrededor del cuello de Ofelia y las ata, formando un "collar bomba". Benjamín luego ordena a la familia que se acueste boca abajo, la familia obedece y, minutos después, se da cuenta de que la pandilla ya no está. Ahí empieza el horror de Ofelia, que debe tratar de sobrevivir con el temible artefacto que lleva colgado.